# Preuß (Familienname)
Preuß oder Preuss ist ein deutscher Familienname.

## Namensträger

### A
- Albert Preuß (Schauspieler) (1854–1939), deutscher Schauspieler
- Albert Preuß (Sportschütze) (1864–1934), deutscher Sportschütze
- Albert Preuß (Gewerkschafter) (auch Albert Preuss; 1904–nach 1966), deutscher Gewerkschaftsfunktionär
- Alexander Preuß (1877–nach 1943), deutscher Chorleiter, Organist und Komponist
- Alfred Preuß (1887–1947), deutscher Politiker (NSDAP)
- Alfred Preuss (1887–1956), Schweizer Ingenieur und Wirtschaftsmanager
- Andreas Preuß (* 1962), deutscher Tischtennistrainer und -manager
- Anke Preuß (* 1992), deutsche Fußball-Torhüterin
- Anna Hilaria Preuß (1873–1948), deutsch-österreichische Schriftstellerin
- Ansgar Preuß (* 1996), deutscher Eishockeytorwart
- Arnold Preuß (* 1951), deutscher Theaterleiter, Schauspieler, Regisseur und Übersetzer
- Arthur Preuss (Sänger) (1878–1944), deutscher Sänger
- Arthur Preuss (Journalist) (1871–1934), deutsch-amerikanischer Journalist und Übersetzer
- August Eduard Preuß (1801–1839), deutscher Schulmann und Sachbuchautor
- Axel Preuß (Fußballspieler) (* 1947), deutscher Fußballspieler
- Axel Preuß (Chemiker) (* 1954), deutscher Lebensmittelchemiker
- Axel Preuß (Intendant) (* 1962), deutscher Dramaturg, Regisseur und Theaterintendant

### C
- Carl Gottlieb Traugott Preuß (1795–1855), deutscher Apotheker und Mykologe
- Carl Wilhelm Louis Preuß (1827–1878), deutscher Apostel der Neuapostolischen Kirche
- Carsten Preuß (* 1962), Naturschützer und Politiker
- Claudia Preuß-Boehart (* 1951), deutsche Politikerin (SPD)
- Christoph Preuß (* 1981), deutscher Fußballspieler
- Christoph Preuss von Springenberg (auch Preiß, Preuß, Preiß, Prays, Pannonius, vom Springburg; 1515–1590), ungarischer Dichter und Rhetoriker

### D
- Daniela Preuß (* 1978), deutsche Schauspielerin
- Dietmar Preuß (* 1969), deutscher Autor

### E
- Eckhard Preuß (* 1961), deutscher Schauspieler
- Edgar Preuß (1930–2018), deutscher Fußballtrainer und -spieler
- Eduard Preuß (1834–1904), Theologe, Hochschullehrer und Journalist
- Ekkehard Preuss (1908–1992), deutscher Mineraloge
- Emil Preuss (1845–nach 1915), deutscher Klassischer Philologe, Pädagoge und Chronist
- Erich Preuß (1940–2014), deutscher Eisenbahner, Fachjournalist und Sachbuchautor
- Ernst Joachim Preuss (1934–2014), deutscher Manager
- Ernst Wilhelm Preuß (1796–1839), deutscher Astronom
- Eugen Preuss (auch Eugen Preuß; 1937–2017), deutscher Astrophysiker und Radioastronom

### F
- Frank Preuss (1930–2021), kolumbianischer Geiger und Musikpädagoge deutscher Herkunft
- Franziska Preuß (* 1994), deutsche Biathletin
- Friedrich Preuß (1850–1914), Pädagoge und Mitglied des Deutschen Reichstags
- Fritz Preuss (* 1935), deutscher Hochschullehrer und Politiker

### G
- Gabriele Preuß (* 1954), deutsche Politikerin (SPD)
- Georg Preuß (1920–1991), deutscher SS-Hauptsturmführer
- Georg Friedrich Preuß (1867–1914), deutscher Historiker
- George Karl Ludwig Preuss (auch Charles Preuss; 1803–1854), deutscher Vermesser und Kartograph
- Gerhard Preuß (Grafiker) (1935–2014), deutscher Grafiker, Grafikdesigner und Hochschullehrer
- Gerhard Preuß (Mathematiker) (1940–2011), deutscher Mathematiker
- Gottfried Benjamin Preuss (1684–1719), deutscher Mediziner
- Gunter Preuß (1940–2025), deutscher Schriftsteller
- Günter Preuß (Biologe) (1924–2011), deutscher Biologe, Pädagoge und Naturforscher
- Günter Preuß (Schnitzer) (1930–1996), deutscher Markscheider und Schnitzer
- Günter Preuß (Fußballspieler) (* 1936), deutscher Fußballspieler und -trainer
- Günther Preuß (* 1964), deutscher Eishockeyspieler

### H
- Hans Preuß (1876–1951), deutscher Kirchenhistoriker
- Hans-Joachim Preuß (* 1955), deutscher Agrarökonom
- Harald Preuß (* 1968), deutscher Fußballspieler
- Heidi Preuss (* 1961), US-amerikanische Skirennläuferin
- Heidi Preuss Grew (* 1970), US-amerikanische Keramikkünstlerin
- Heinrich Preuß (1886–1944), deutscher Widerstandskämpfer
- Heinz Preuß (* 1939/1940), deutscher Trainer im Wasserspringen
- Heinzwerner Preuß (1925–2016), deutscher Physiker und Chemiker
- Henriette Preuss (1826–1902), deutsche Lehrerin und Schriftstellerin
- Hilde Preuß (1916–1992), deutsche Bühnenbildnerin, Grafikerin und Malerin
- Holger Preuß (* 1968), deutscher Sportökonom und Sportsoziologe
- Horst Dietrich Preuß (1927–1993), deutscher Alttestamentler
- Hugo Preuß (1860–1925), deutscher Jurist, „Vater“ der Weimarer Verfassung

### I
- Immanuel Preuß (* 1954), deutscher Künstler
- Ingrid Preuß (* 1949), bürgerlicher Name der deutschen Chanson- und Schlagersängerin Inga, siehe Inga und Wolf
- Iris Preuß-Buchholz (* 1957), deutsche Politikerin (SPD), MdL

### J
- Jacob Preuß (1768–1826), deutscher Politiker, Schultheiß von Steinbach
- Jakob Preuss (* 1975), deutscher Dokumentarfilmer
- Jennifer Maria Preuss (* 1972), deutsche Schauspielerin und Model, siehe Jennifer Maria Ehnert
- Joachim Preuß (Prähistoriker) (1927–2018), deutscher Prähistoriker
- Joachim Werner Preuß (1931–2011), deutscher Theaterwissenschaftler, Anglist und Publizist
- Joachim Preuß (Journalist) (1945–2021),  stellvertretender Chefredakteur des Spiegel
- Joachim Preuß (Spion), deutscher Spion und Angehöriger der Luftwaffe der Bundeswehr
- Johann Preuß (Theologe) (1620–1696), deutscher sozinianischer Theologe
- Johann Preuß (Orgelbauer) (1722–1798), deutscher Orgelbauer
- Johann David Erdmann Preuß (1785–1868), deutscher Historiker
- Johann Heinrich Preuss (* um 1710; † 1764), deutscher und Königlich Britischer Hof-Kapellmeister
- Johannes Preuss (* 1983), deutscher Filmemacher
- Josef Preuß (* 1951), deutscher Unternehmer und Wirtschaftsmanager
- Josefine Preuß (* 1986), deutsche Schauspielerin
- Julia Preuß (* 1990), deutsche Schauspielerin
- Julius Preuß (Julius Preuss; 1885–1954), deutscher Nautiker
- Jürgen Preuss (Weinrich Weine; * 1942), deutscher Schriftsteller

### K
- Karl-Heinz Preuß (* 1940/1941), deutscher Redakteur (Deutscher Forschungsdienst), Autor und Kunstsammler
- Katharina König-Preuss (* 1978), deutsche Politikerin (Die Linke), MdL
- Katja Preuß (* 1978), deutsche Schauspielerin und Sprecherin
- Konrad Theodor Preuss (1869–1938), deutscher Ethnologe

### L
- Ludwig Ernst von Preuß (1724–nach 1780), preußischer Offizier
- Linda Preuß (* 1998), deutsche Fußballspielerin

### M
- Manfred Preuss (* 1951), deutscher Politiker (CDU), Mitglied des Abgeordnetenhauses von Berlin
- Marion Preuss (* 1943), Schweizer Journalistin und Moderatorin
- Matthias Preuss (1955/1956–2024), deutscher Sportreporter
- Matthias Schmidt-Preuß (* 1948), deutscher Jurist und Hochschullehrer
- Maximilian Preuß (1652–1721), Stadtarzt in Breslau und Mitglied der Leopoldina
- Meta Preuß  (auch: Preuß-Totzki, geborene Kroll; 1903–1981), deutsche Politikerin (KPD/SED); Abgeordnete des Volkstages Danzig
- Michael Preuß (* 1984), deutscher Fußballspieler
- Moritz Preuss (* 1995), deutscher Handballspieler

### N
- Nicola Preuß (* 1966), deutsche Rechtswissenschaftlerin und Hochschullehrerin

### O
- Otto Preuß (Bibliothekar) (1816–1892), deutscher Justizrat, Bibliothekar und Geschichtsforscher
- Otto Preuß (Politiker) (1851–1933), deutscher Rechtsanwalt, Justizrat und Landtagsabgeordneter (DNVP)
- Otto Preuss (Schauspieler) (1918–1980), deutscher Schauspieler und Synchronsprecher

### P
- Paul Preuß (Botaniker) (1861–1926), deutscher Botaniker und Forschungsreisender
- Paul Preuß (Alpinist) (1886–1913), österreichischer Bergsteiger und Kletterer
- Paul Preuss (Politiker) (1897–1970), deutscher Politiker (SPD)
- Paul Preuss (Schriftsteller) (* 1942), US-amerikanischer Schriftsteller
- Paul Preuss (Schauspieler), Schauspieler
- Paul Preuß (Unternehmer), Fabrikant, siehe CT Arzneimittel
- Peter Preuß (* 1953), deutscher Politiker
- Petra Preuß (* 1972), deutsche Schauspielerin und Synchronsprecherin
- Philipp Preuss (* 1974), österreichischer Theaterregisseur

### R
- Reiner Preuß (1940–2014), deutscher Eisenbahningenieur und Sachbuchautor
- Renate Preuß (* 1947), deutsche Bibliothekarin und Schriftstellerin
- Rita Preuss (1924–2016), deutsche Malerin
- Rolf Preuss (1911–1999), deutscher Pharmazeut, Lebensmittelchemiker und Hochschullehrer
- Rudolf Preuss (Künstler, 1879) (1879–1961), österreichischer Maler
- Rudolf Preuss (Künstler, 1951) (* 1951), deutscher Künstler, Hochschuldozent und Fachautor
- Ruth Preuß (1940–1990), deutsche Badmintonspielerin der DDR
- Ruth Sophia Spelmeyer-Preuß (* 1990), deutsche Leichtathletin

### S
- Sebastian Preuss (Journalist) (* 1964), deutscher Journalist und Kunsthistoriker
- Sebastian Preuss (* 1990), deutscher Kickboxer und Fernsehdarsteller

### T
- Tobias Preuß (* 1988), deutscher Wasserballspieler

### U
- Ulf Preuss-Lausitz (* 1940), deutscher Erziehungswissenschaftler und Schulforscher
- Ulrich K. Preuß (* 1939), deutscher Rechts- und Politikwissenschaftler
- Ulrich W. Preuss (* 1967), deutscher Psychiater
- Uwe Preuss (* 1961), deutscher Schauspieler

### V
- Valentin Preuss vom Springenberg (auch Pannonius; 1553–1601), deutscher Mediziner

### W
- Walter Preuss (1895–1984), israelischer Wirtschaftswissenschaftler und Zionist deutscher Herkunft (Auswanderung 1922)
- Werner Preuß (1894–1919), deutscher Fliegeroffizier
- Werner Hermann Preuß (* 1955), deutscher Germanist, Kulturwissenschaftler und Hochschullehrer
- Wilhelm Heinrich Preuß (1843–1909), deutscher Anthroposoph, Pädagoge und naturwissenschaftlicher Schriftsteller
- Wolfgang Preuß (Mathematiker) (1944–2016), deutscher Mathematiker und Hochschullehrer
- Wolfgang Preuß (* 1949), bürgerlicher Name des deutschen Chanson- und Schlagersängers Wolf, siehe Inga und Wolf